# Manand
Manand (Chenonetta jubata) är en fågel i familjen änder inom ordningen andfåglar. Den förekommer i Australien.

## Utseende
Mananden är en 44–56 cm lång andfågel med en vingspann på 78–80 cm. I formen påminner den om en liten Chloephaga-gås, med knubbig kropp, rätt långa ben och kort näbb. Båda könen har karakteristiskt svartvitfläckat bröst.
Hanen är varmbrun på huvud och hals, men en svart manliknande tofs som kan resas under spelet. Kroppen är övervägande grå med vattrade flanker och kolsvart på rygg, stjärt och buk. Honan har ljusare huvud med ett tydligt vitt ögonbrynsstreck och streck bakom ögat, fläckat bröst och brunbandad undersida, på buk och undre stjärttäckare vit.
I flykten syns på båda könen en stor vit fläck på vingens inre del och en mörkgrön vingspegel. Näbben är mörkgrå, benen gråbruna och ögat mörkbrunt.

## Utbredning och systematik
Fågeln har sitt utbredningsområde över stora delar av Australien (förutom de torraste delarna) och Tasmanien. Den behandlas som monotypisk, det vill säga att den inte delas in i några underarter.

## Status
Arten har ett rätt stort utbredningsområde och beståndet anses stabilt. Internationella naturvårdsunionen IUCN listar den därför som livskraftig (LC).

## Taxonomi och namn
Mananden beskrevs för första gången som art 1801 av John Latham. Det vetenskapliga artnamnet jubata betyder just "försedd med man", efter latinets iuba för "man" eller "tofs".

## Bilder

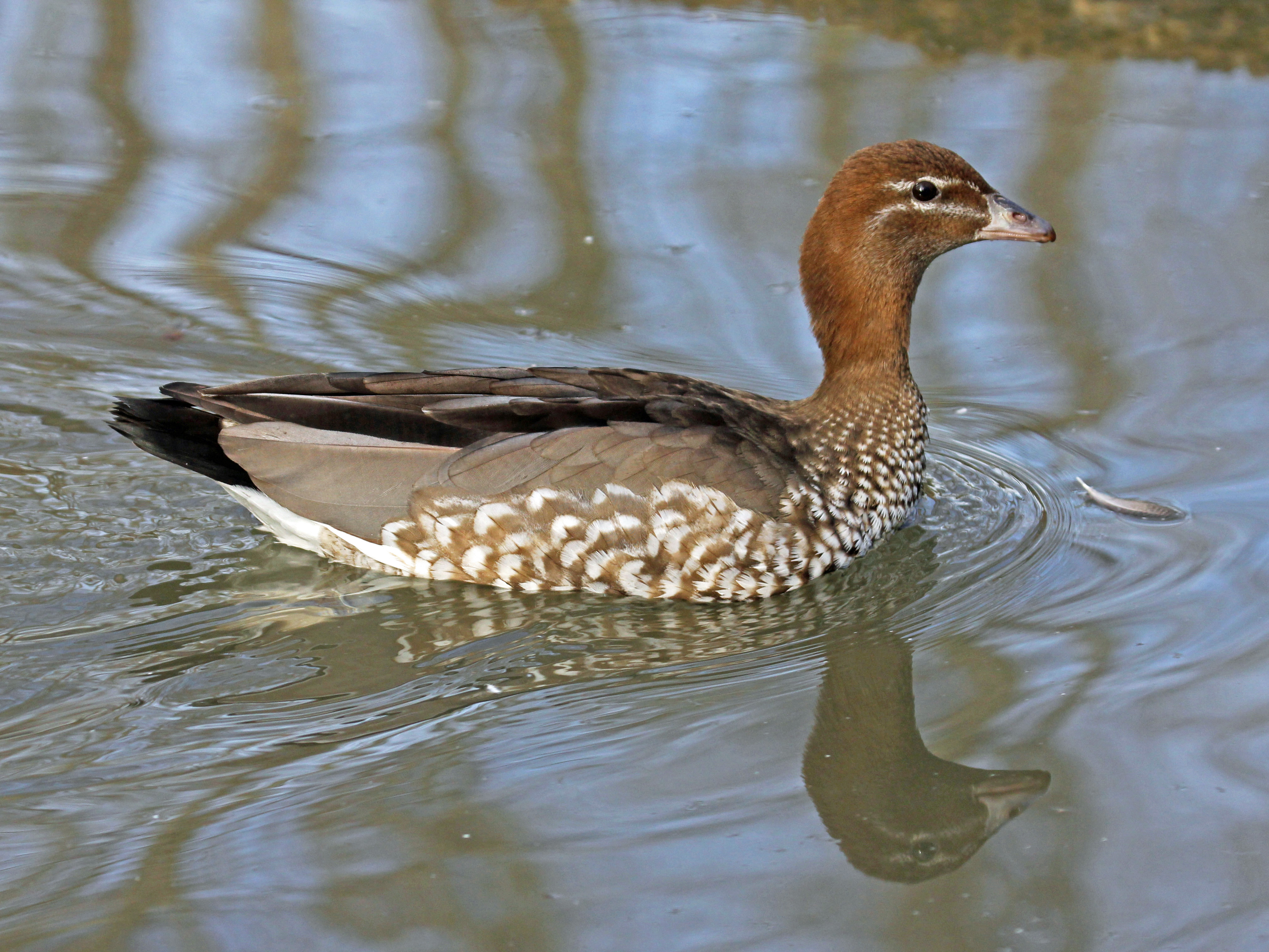
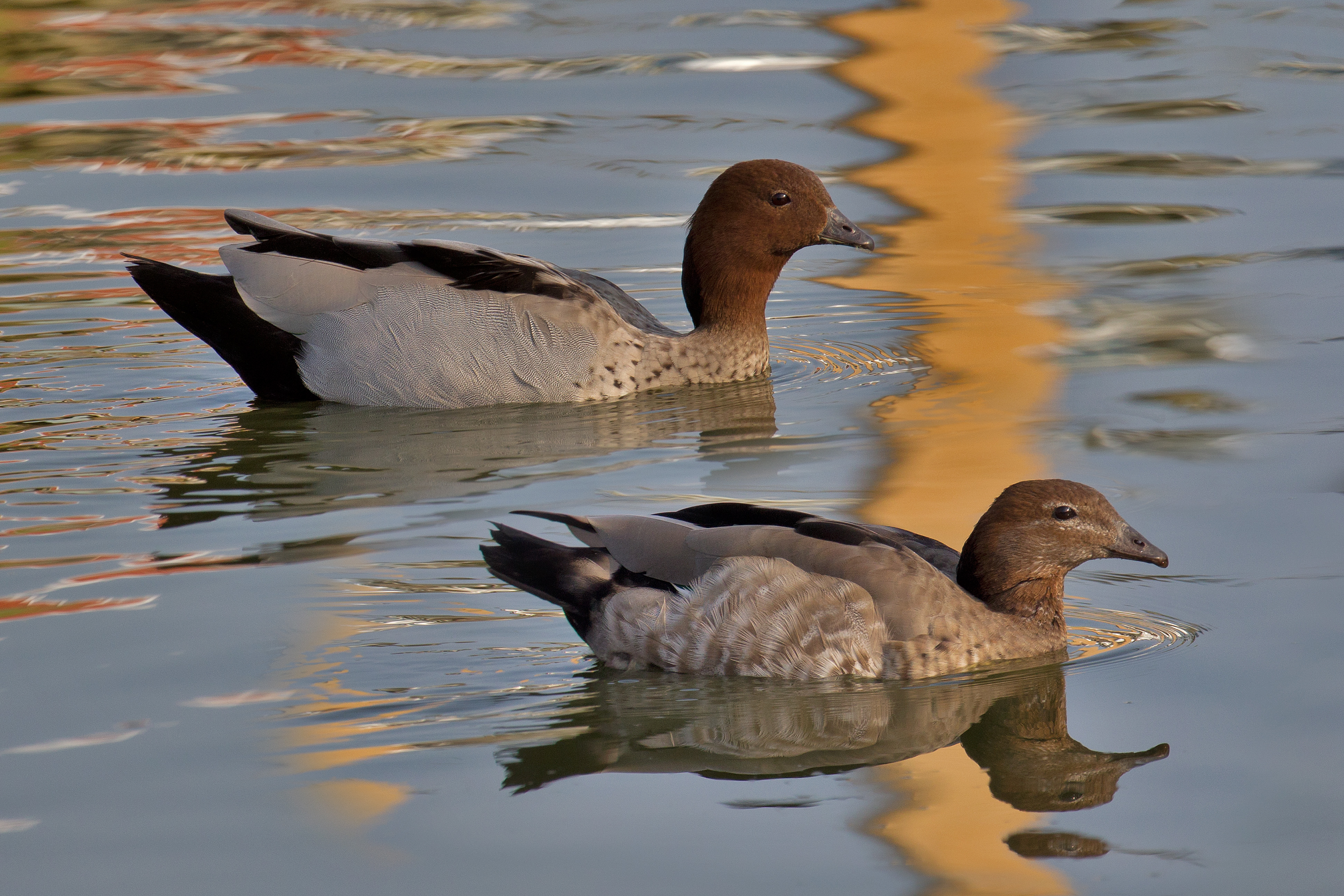
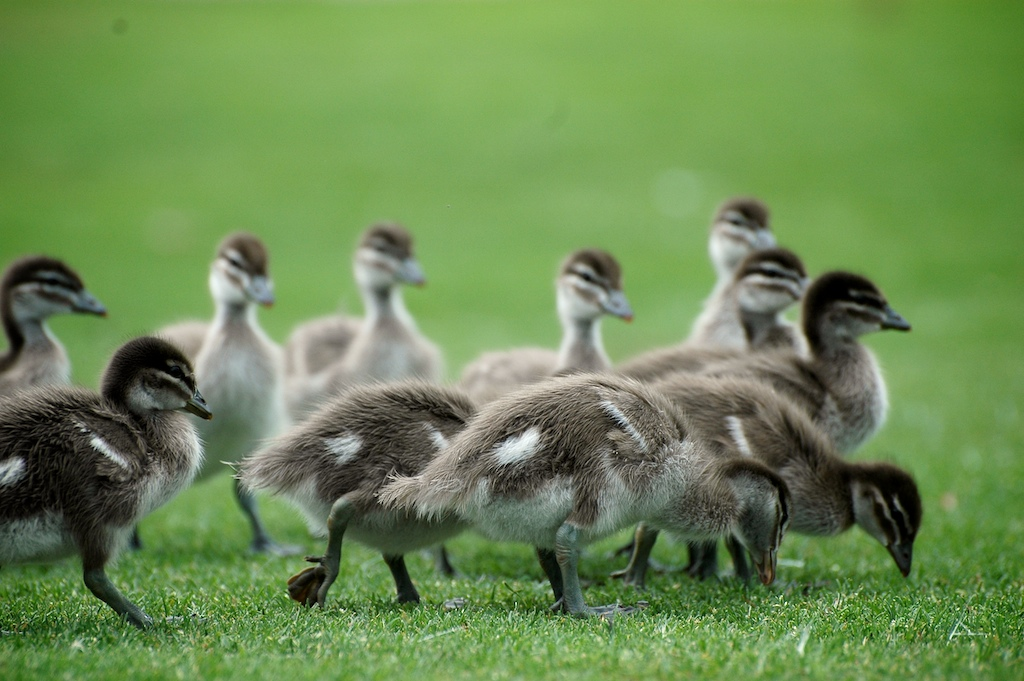
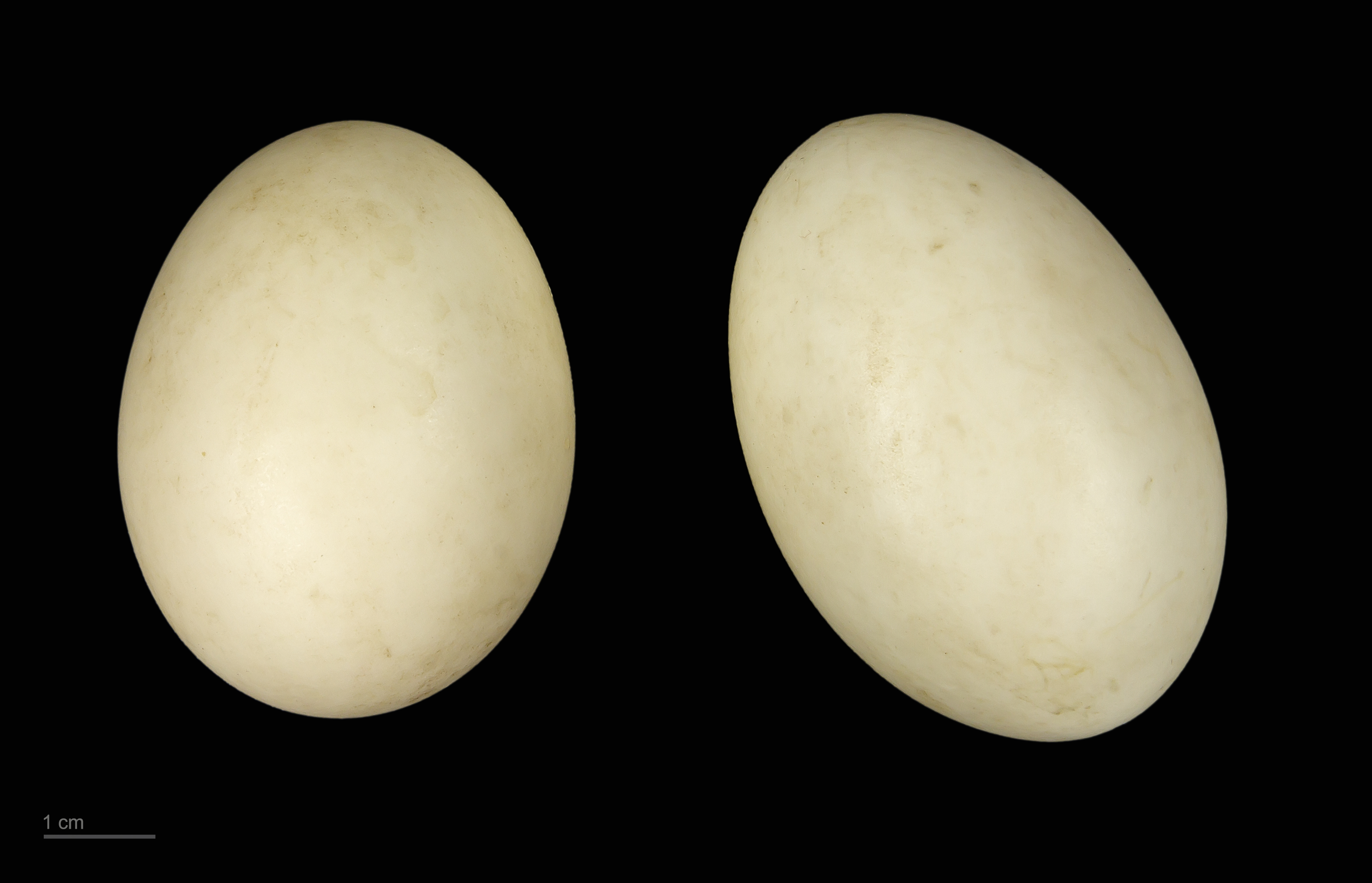
Museum specimen